# ギャラリーカフェ
ギャラリーカフェとは、手作りの陶器や木工、金属、布、ガラスなどや絵画・写真などのアートを楽しめるギャラリーと飲食できるスペースが一緒になったカフェ。貸しギャラリーの貸し出し形式の一形態として行われる場合もある。最近では、店内で作品作りのイベントやミニコンサートなども行う所もある。